# Rhodia (papeterie)
Pour les articles homonymes, voir Rhodia (homonymie).
Ne pas confondre avec Rhodia, groupe chimique
Rhodia est une papeterie française fondée en 1923 et appartenant depuis 1997 au groupe Exacompta Clairefontaine.

## Histoire
Dans les années 1890 deux frères Jean-Samuel et Jean-Abel Vérilhac s'associèrent avec leur beau-frère Alibaux pour vendre le papier produit par la société de celui-ci. Puis ils créèrent leur propre société à Lyon qui distribuait du papier à plat aux imprimeurs. Le décès prématuré  de Jean-Abel en 1905 , celui de son fils aîné Jean pendant la guerre de 14-18 et la maladie de Jean-Samuel, marié sans enfant, entraînèrent la vente de cette société à la papeterie Barjon. En 1923, les frères, Henri et Robert Vérilhac, fils de Jean-Abel, fondèrent une société papetière à leur nom à Lyon. D'abord centrés sur la commercialisation d'articles de papeterie, car ils ne pouvaient pas faire concurrence à l'ancienne société de la famille, ils fabriquèrent et vendirent leurs propres articles, essentiellement des cahiers, sous le nom de Rhodia. 
En 1934 ils s'installèrent, dans une ancienne usine chimique, à Séchilienne, dans la vallée de la Romanche. 
Ils s'agrandirent dans les années 1950 en créant une autre usine au sud d'Alger (alors département français) en s'associant avec la société La Benedictine de Fécamp dans la société les papeteries de la Mitidja à Boufarik ; mais ils perdirent le marché nord-africain à la suite de l'indépendance algérienne, l'arrivée de leurs clients pieds-noir en France leur permettant de développer leur activité dans le nord de la France ; puis à l'étranger.
En 1968, l'usine de Séchilienne fut victime d'une importante crue de la Romanche et dut être partiellement reconstruite à Vizille. Cette nouvelle localisation permit à la société de gagner en superficie et d'augmenter la production et le stockage. 
Au début des années 1970, la marque Rhodia avait réussi à s'installer sur le marché national et international. Les PDG successifs ont été Henri, Robert, puis ses fils : Jean-Patrick et Alain Vérilhac. Dans les années 1970 une machine permettant de fabriquer les blocs Rhodia de la bobine de papier jusqu'aux caisses sur palette fut mise au point avec le concours de la société allemande Bielomatik. Cette machine permettait de produire avec trois personnes autant que les 50 nécessaires jusque-là. Au moment de passer commande l'ampleur de l'investissement fit peur au conseil d'administration qui annula la commande pour orienter les fabrications vers des articles fantaisie. Cette décision entraînera la création d'une imprimerie offset Technic-Color et le rachat de deux autres; la reprise d'une société belge de classeurs BuroDecor et le développement des activités de négoce avec la société Codacomex (Comptoir dauphinois pour le commerce extérieur). 
Mais Bielomatik, qui avait garanti une exclusivité de dix ans sur la vente de la machine en raison du transfert de savoir-faire pour la fabrication du bloc Rhodia, se considéra délié de son obligation et proposa la machine à la concurrence, au grand dam du directeur technique Alain Vérilhac, qui estimait indispensable à la survie de l'entreprise l'investissement dans cette machine. L’évolution du marché français avec une très grande concentration (une vingtaine de clients faisant 90 % des ventes) obligera la société à envisager à nouveau l'achat de la machine, mais dix ans trop tard ; la concurrence qui avait amorti son investissement ne permit pas de développer les ventes et il fallut recapitaliser la société.
En 1997, le groupe Exacompta Clairefontaine acheta la marque Rhodia, qui fut intégrée au groupe au sein d'une nouvelle entité, Clairefontaine-Rhodia. Les unités de production de Rhodia furent alors recentrées vers Mulhouse.

## Logo
Les blocs-notes Rhodia, de couleur orange, portent le logo de la marque qui consiste en deux sapins surmontant le nom de Rhodia.